# Stitchers
Stitchers je americký science fiction kriminálně-dramatický seriál, který vysílá stanice ABC Family/Freeform. Jeho úvodní díl měl premiéru 2. června 2015. Dne 15. září 2017 stanice seriál zrušila po třech odvysílaných řadách. 

## Obsazení

### Hlavní
- Emma Ishta jako Kirsten Clark
- Kyle Harris jako Cameron Goodkin
- Ritesh Rajan jako Linus Ahluwalia
- Salli Richardson-Whitfield jako Maggie Baptiste
- Allison Scagliotti jako Camille Engelson
- Damon Dayoub jako detektiv Quincy Fisher

### Vedlejší
- Hugo Armstrong jako Ed Clark
- Tiffany Hines jako Marta Rodriguez  (1. řada)
- Kaylee Quinn jako mladá Kirsten Clark
- Oded Fehr jako Leslie Turner (1.–2. řada)
- Sola Bamis jako Dr. Ayo
- Ross Kurt jako Alex
- Jack Turner jako Liam Granger
- C. Thomas Howell jako Daniel Stinger
- John Billingsley jako Mitchell Blair (2.–3. řada)
- Jasmin Savoy Brown jako Nina (2. řada)
- Sarah Davenport jako Ivy Brown (2.–3. řada)
- Anna Akana jako Amanda (2.–3. řada)

## Ocenění a nominace
| Rok  | Ocenění                           | Kategorie                               | Nominovaní                                                                            | Výsledek |
| ---- | --------------------------------- | --------------------------------------- | ------------------------------------------------------------------------------------- | -------- |
| 2016 | Teen Choice Awards                | objev roku                              | Emma Ishta                                                                            | nominace |
| 2016 | Teen Choice Awards                | objev roku: seriál                      |                                                                                       | nominace |
| 2017 | Teen Choice Awards                | nejlepší letní televizní hvězda: žena   | Kyle Harris                                                                           | nominace |
| 2018 | Guild of Music Supervisors Awards | nejlepší skladba vytvořená pro televizi | „Until You Find Me“ – Allison Scagliotti, Heather Guibert, Dani Buncher, Scott Simons | nominace |